# Lino Damiani
Lino Damiani (Teramo, 24 febbraio 1960) è un attore e regista italiano.
Ha studiato e lavorato in Germania, Francia, Regno Unito e USA. Vive e lavora a Roma.

## Biografia
Dopo il diploma di regia cinematografica, ha frequentato a New York, l'Actor's Studio, a Milano il Centro Teatro Attivo di Recitazione di Milano. 
A teatro debutta nella La locandiera, con la regia di S. Condelli, a seguire Sogno di una notte di mezza estate, per la regia di L. Biondi e il Mago di Oz, regia di Giuliano Vasilicò.
Ha recitato in molti film e fiction, tra cui Paprika di Tinto Brass, I virtuali di L. e M. Mazzieri, e Il pranzo della domenica di Carlo Vanzina (2006).
Per la televisione, ha recitato in Le ragazze di Piazza di Spagna regia di Riccardo Donna (1999/2000), Uno bianca regia di Michele Soavi (2001), Distretto di Polizia 6 regia di A. Grimaldi (2006), Cuore contro cuore regia R. Mosca (2007), Codice Rosso con Alessandro Gassmann regia di R. Mosca e Crimini 2 regia di Andrea Manni (2008).
Nel 1994 ha fondato il Corso Superiore di Recitazione Cinematografica, luogo di studio e di incontro per attori e registi.
Dal 1996 si occupa anche di regia, e realizza come sceneggiatore, produttore e regista una trilogia di sperimentazione in forma di cortometraggio - Gel e Coriandoli con Nino Frassica e Kraonos con Anna Ammirati e Vincenzo Crivello. Kraonos partecipa a vari Festival-Cinema di Frontiera, Tampere, presentato a New York e trasmesso sulla rete tv ABC vince il Premio Cinecittà Holding.
Nel 2008 ha diretto il docufiction per la TV Il vento dell'Adriatico con protagonista Elena Radonicich
Dopodiché realizza due opere di documentario tra cui l'originale Sulle tracce di Pasolini con Bernardo Bertolucci e Ninetto Davoli, presentato a vari festival, LauraFilmFestival, Milano Int'lDocFilmFestival, Cinema di Frontiera e David di Donatello.
Ha insegnato recitazione e regia al Centro sperimentale di cinematografia di Roma e all'Actor's Playgroung di New York.
Dal 2014 è membro della Commissione per la Cinematografia presso il Ministero dei Beni Culturali italiano. Dal 2019 docente alla Università degli Studi Roma TRE in Laboratorio di sceneggiatura cinema e Cultore della materia in Produzione e management industria cinema e audiovisivo. Nel 2024 nominato di nuovo come esperto in Commissione Cinema e Audiovisivo al Ministero della Cultura,